# All the Way... A Decade of Song
All the Way... A Decade of Song – pierwsza anglojęzyczna kompilacja największych przebojów Céline Dion, wydana 13 listopada 1999 roku. Na płycie znalazły się największe anglojęzyczne przeboje gwiazdy z lat 90. oraz siedem zupełnie nowych utworów.
Składankę promował kolejny międzynarodowy hit piosenkarki That’s the Way It Is. Na albumie znalazł się także cover utworu Roberta Flancka The First Time Ever I Saw Your Face a także duet z Frankiem Sinatrą All the Way, który zdobył nominację do nagrody Grammy. Piosenka Then You Look At Me została wykorzystana w filmie Bicentennial Man (Człowiek przyszłości). Alternatywna wersja piosenki ukazała się na ścieżce dźwiękowej do filmu. Dion podjęła także współpracę z Robertem Lange, (znanym m.in. z współpracy z Shanią Twain nad jej multiplatynowymi płytami) i nagrała utwór If Walls Could Talk. Kompozycja miała pod koniec 2000 roku ukazać się na singlu komercyjnym, jednak w ostatniej chwili wytwórnia wycofała się z tej decyzji. Z kolei do piosenki I Want You to Need Me nakręcono dwa wideoklipy, jednak pierwszy wyreżyserowany przez Paula Huntera nigdy nie ujrzał światła dziennego.
Kompilacja okazała się kolejnym komercyjnym sukcesem artystki, stając się jedną z najlepiej sprzedających składanek w historii muzyki pop. W ciągu pierwszych ośmiu tygodni w samych Stanach Zjednoczonych sprzedała się w ilości 3 mln egzemplarzy. Do tej pory płytę kupiono tam w ponad 8,8 mln kopii. W Europie krążek sprzedał się w ponad 5 mln egzemplarzy, natomiast w Japonii w nakładzie 2 mln kopii. Wyprodukowany przez zespół odpowiedzialny za komercyjne sukcesy Britney Spears oraz Backstreet Boys singel That’s the Way It Is długo nie schodził z pierwszych dziesiątek list przebojów na całym świecie.
W lutym 2001 roku wydano DVD All the Way... A Decade of Song and Video na którym umieszczono najlepsze teledyski piosenkarki z ostatnich lat, w tym wszystkie które powstały do singli promujących składankę All the Way... A Decade of Song. Na płycie jako bonus umieszczono długą wersję wideoklipu do It's All Coming Back to Me Now. 20 października 2003 roku płytę zawierającą największe przeboje wydano razem z tym DVD.

## Lista utworów
| #                                                  | Tytuł                                           | Autorzy                                 | Czas trwania |
| -------------------------------------------------- | ----------------------------------------------- | --------------------------------------- | ------------ |
| 1.                                                 | The Power of Love (Radio Edit)                  | C. Roug, G. Mend, M.S. Applegat, J. Rus | 4:49         |
| 2.                                                 | Beauty and the Beast (with Peabo Bryson)        | A. Menken, H. Ashma                     | 4:04         |
| 3.                                                 | Because You Loved Me                            | D. Warren                               | 4:35         |
| 4.                                                 | It's All Coming Back to Me Now (Radio Edit)     | J. Steinman                             | 5:31         |
| 5.                                                 | To Love You More (Radio Edit)                   | D. Foster, J. Mile                      | 4:42         |
| 6.                                                 | My Heart Will Go On                             | J. Horne, W. Jenning                    | 4:41         |
| 7.                                                 | That’s the Way It Is                            | M. Lundi, M. Marti, A. Carlsso          | 4:03         |
| 8.                                                 | If Walls Could Talk                             | R. J. Lang                              | 5:19         |
| 9.                                                 | The First Time Ever I Saw Your Face             | E. MacCol                               | 4:09         |
| 10.                                                | All the Way (with Frank Sinatra)                | J. Van Heuse, S. Cah                    | 3:53         |
| 11.                                                | Then You Look at Me                             | J. Horne, W. Jenning                    | 4:11         |
| 12.                                                | I Want You to Need Me                           | D. Warren                               | 4:36         |
| 13.                                                | Live (for the One I Love)                       | R. Cocciant, L. Plamondo, W. Jenning    | 3:58         |
| Utwory bonusowe w Kanadzie i Stanach Zjednoczonych |                                                 |                                         |              |
| 14.                                                | If You Asked Me To                              | D. Warren                               | 3:55         |
| 15.                                                | Love Can Move Mountains (Daniel Abraha 7” edit) | D. Warren                               | 4:01         |
| 16.                                                | I'm Your Angel (with R. Kelly)                  | R. Kelly                                | 5:31         |
| Utwory bonusowe w Europie                          |                                                 |                                         |              |
| 14.                                                | Think Twice                                     | A. Hil, P. Sinfiel                      | 4:48         |
| 15.                                                | Immortality (with the Bee Gees)                 | B. Gibb, R. Gibb, M. Gibb               | 4:12         |
| 16.                                                | I'm Your Angel (with R. Kelly)                  | R. Kelly                                | 5:31         |
| Utwory bonusowe we Francji                         |                                                 |                                         |              |
| 14.                                                | Think Twice                                     | A. Hil, P. Sinfiel                      | 4:48         |
| 15.                                                | Immortality (with the Bee Gees)                 | B. Gibb, R. Gibb, M. Gibb               | 4:12         |
| 16.                                                | All by Myself                                   | E. Carme, S. Rachmaninof                | 5:12         |
| Utwory bonusowe w Australii                        |                                                 |                                         |              |
| 14.                                                | Think Twice                                     | A. Hil, P. Sinfiel                      | 4:48         |
| 15.                                                | Immortality (with the Bee Gees)                 | B. Gibb, R. Gibb, M. Gibb               | 4:12         |
| 16.                                                | Falling Into You                                | B. Steinber, R. Nowel, M.C. D'Ubald     | 4:18         |
| Utwory bonusowe w Ameryce Łacińskiej               |                                                 |                                         |              |
| 14.                                                | Sola Otra Vez                                   | E. Carmen, S. Rachmaninoff, M. Benit    | 5:12         |
| 15.                                                | Immortality (with the Bee Gees)                 | B. Gibb, R. Gibb, M. Gibb               | 4:12         |
| 16.                                                | I'm Your Angel (with R. Kelly)                  | R. Kelly                                | 5:31         |
| Utwory bonusowe w Japonii                          |                                                 |                                         |              |
| 14.                                                | All by Myself (single version)                  | E. Carmen, S. Rachmaninoff              | 4:24         |
| 15.                                                | Immortality (with the Bee Gees)                 | B. Gibb, R. Gibb, M. Gibb               | 4:12         |
| 16.                                                | Be the Man                                      | D. Foster, J. Miles                     | 4:39         |
| 17.                                                | I'm Your Angel (with R. Kelly)                  | R. Kelly                                | 5:31         |

## Certyfikaty i sprzedaż
| Kraj              | Certyfikat           | Sprzedaż  | Najwyższa pozycja |
| ----------------- | -------------------- | --------- | ----------------- |
| Argentyna         | 3 x platynowa płyta  | 180 000   | -                 |
| Australia         | 3 x platynowa płyta  | 210 000   | 1(2)              |
| Austria           | platynowa płyta      | 75 000    | 1(6)              |
| Belgia (Walonia)  | 3 x platynowa płyta  | 150 000   | 1(7)              |
| Brazylia          | platynowa płyta      | 500 000   | -                 |
| Europa            | 5 x platynowa płyta  | 5 500 000 | 1(10)             |
| Finlandia         | platynowa płyta      | 60 000    | 1(4)              |
| Francja           | 2 x platynowa płyta  | 740 000   | 1(9)              |
| Hiszpania         | 2 x platynowa płyta  | 200 000   | 1                 |
| Holandia          | -                    | 250 000   | 1(2)              |
| Japonia           | 2 x diamentowa płyta | 2 000 000 | 1                 |
| Kanada            | diamentowa płyta     | 1 000 000 | 1                 |
| Niemcy            | 7 x złota płyta      | 1 050 000 | 1(6)              |
| Norwegia          | 2 x platynowa płyta  | 100 000   | 1(5)              |
| Nowa Zelandia     | 5 x platynowa płyta  | 75 000    | 2                 |
| Polska            | platynowa płyta      | 100 000   | -                 |
| Stany Zjednoczone | 7 x platynowa płyta  | 8 800 000 | 1(3)              |
| Szwajcaria        | 3 x platynowa płyta  | 175 000   | 1(7)              |
| Szwecja           | 2 x platynowa płyta  | 160 000   | 1                 |
| Węgry             | złota płyta          | 10 000    | 9                 |
| Wielka Brytania   | 2 x platynowa płyta  | 1 200 000 | 1                 |
| Włochy            | 3 x platynowa płyta  | 300 000   | 4                 |